# Jugador polivalente
Un jugador polivalente es un deportista capaz de desempeñar varias posiciones de su especialidad. Deportes en los que el término se usa a menudo son fútbol, béisbol, waterpolo y softball.
En el cricket, el término que se utiliza es All-rounder, aunque esto generalmente se refiere a un jugador que puede lanzar y batear respectivamente.

## Béisbol
En béisbol, un jugador polivalente es un jugador que puede jugar varias posiciones. En general, cada equipo de béisbol de Grandes Ligas, tiene por lo menos un jugador que puede ser descrito como polivalente. El más famoso jugador polivalente probablemente fue Pete Rose (aunque no se le describe como tal), porque durante su carrera, jugó jardín izquierdo, jardín derecho, jardín central, tercera base, segunda base y, por último, primera base a finales de su carrera.

## Fútbol americano
En el fútbol americano, el jugador polivalente suele ser capaz de desempeñar varias posiciones y, a menudo, pueden jugar tanto ofensiva como defensiva. El concepto era más común en los primeros días del Fútbol americano, cuando los equipos utilizaban a sus mejores atletas de tantas formas como fuera posible, y las sustituciones son mucho más restringidas, es decir, los jugadores tenían que quedarse en el campo de ofensa, defensa y equipos especiales.

## Hockey sobre hielo
En hockey sobre hielo, las posiciones tienden a ser algo más fluidas, y no es raro que los centros y los laterales cambien los lugares en determinadas circunstancias (como la línea de mezcla).

## Fútbol
En el fútbol, al igual que otros deportes, el jugador polivalente por lo general es un jugador que puede desempeñar una gran variedad de posiciones. Esta es comúnmente la defensa y el centrocampista, a veces de defensa y ataque, algunos jugadores de campo también pueden sustituir al portero.

## Baloncesto
En el baloncesto, un jugador polivalente es un jugador que también podría ocupar varias posiciones. El baloncesto es un equipo que se conforma con al menos 12 jugadores, de los cuales 5 siempre deben estar en cancha. En la mayoría de equipos de baloncesto profesional, varios jugadores pueden ser polivalentes. Al ser este un deporte de 5 posiciones, dividido en 3 categorías (armador, guardias o aleros, y postes) hay jugadores que tienen características o habilidades que pueden funcionar para más de una posición. Un gran ejemplo de jugador polivalente en el baloncesto es Earvin "Magic" Johnson que era un jugador de estatura de 2.06 metros de altura, que tenía la contextura de un poste, pero por sus habilidades técnicas, podía jugar de armador y guardia.